# Share (pel·lícula)
Share és un film de l'any 2019, escrit i dirigit per Pippa Bianco, basat en la pel·lícula de Bianco del mateix nom. És protagonitzada per Rhianne Barreto, Charlie Plummer, Poorna Jagannathan, J. C. Mackenzie, Nicholas Galitzine, i Lovie Simone.
Es va estrenar al Festival de Cinema de Sundance el 25 de gener de 2019. Va ser publicada el 27 de juliol de 2019, per HBO Films.

## Sinopsi
Mandy, una noia de 16 anys, rep missatges de text dels seus amics sobre un vídeo viral, el qual mostra uns esdeveniments amb ella inconscients i uns nois del seu institut aprofitant-se'n, en una nit que no recorda, i intenta recordar sobre el que havia passat.

## Repartiment
- Rhianne Barreto com Mandy Lundy
- Charlie Plummer com Dylan
- Poorna Jagannathan com Kerri Lundy
- J. C. Mackenzie com Mickey Lundy
- Lovie Simone com Jenna
- Nicholas Galitzine com a.J.
- Danny Mastrogiorgio com Tony
- Jhaleil Swaby com Mason
- Milcania Diaz-Rojas com Mia
- Christian Corrao com Tyler Lundy
- Emily Woloszuk com Kaylee
- Sydney Holmes com Lacey
- Emily Debowski com Bastant Noia
- Ivan Wanis Ruiz com Agent Gregg
- Darlene Cooke com Pantà Principal
- Alison Smiley com mestre
- Jai Jai Jones com Entrenador Chauncey
- Kimmy Choi com reporter
- Anthony Q. Farrell com psicòleg
- Ayesha Mansur Gonsalves com advocat

## Producció
Al maig de 2015, es va anunciar que Pippa Bianco adaptaria el seu curt Share (guanyador a la secció Cinéfondation, a Cannes 2015) com a llargmetratge. El gener de 2016, el Sundance Institute va triar la pel·lícula pel seu Screenwriters Lab. I el març de 2017, va ser anunciat que Un24 distribuiria la pel·lícula, amb Rhianne Barreto com a actriu principal debutant. L'octubre de 2017, Charlie Plummer, Poorna Jagannathan, J. C. Mackenzie, Lovie Simone i Nicholas Galitzine serien també anunciats en el càsting de la pel·lícula, amb Carly Hugo, Tyler Byrne i Matthew Parker com a productors.
El rodatge va començar l'octubre de 2017, a Toronto, Canadà.
La composició de la música va ser feta pel músic electrònic Shlohmo, que era la primera vegada que componia per una pel·lícula.

## Publicació
La pel·lícula es va estrenar al Festival de Cinema de Sundance el 25 de gener de 2019. Poc després, HBO Films adquiriria els drets de distribució del film. Seria publicada el 27 de juliol de 2019.

## Recepció de la crítica
Share va rebre revisions positives de crítics de pel·lícules. Amb un 81% d'aprovació a pàgines web com Rotten Tomatoes, basant-se en 21 revisions, amb una mitjana ponderada de 7.15 sobre 10. A Metacritic, la pel·lícula aconseguí un índex de 73 sobre 100, basant-se en 8 crítics, i destacant "generalment revisions favorables".